# Селенид кобальта(II)
Селенид кобальта(II) — бинарное неорганическое соединение
кобальта и селена с формулой CoSe,
желтые кристаллы,
не растворяется в воде.

## Получение
- В природе встречается минерал фребольдит — CoSe с примесями [1].
- Сплавление стехиометрических количеств чистых веществ:

{\displaystyle {\mathsf {Co+Se\ {\xrightarrow {1055^{o}C}}\ CoSe}}}

## Физические свойства
Селенид кобальта(II) образует жёлтые кристаллы
гексагональной сингонии,
пространственная группа P 6/mmc,
параметры ячейки a = 0,36294 нм, c = 0,53006 нм, Z = 2.
При отклонении от стехиометрического состава (56,8 ат.% Se) образуются кристаллы
моноклинной сингонии,
параметры ячейки a = 0,61372 нм, b = 0,35673 нм, c = 0,51976 нм, β = 91,22°, Z = 4.
Не растворяется в воде.